# Liga ACB 2014-2015
La Liga ACB 2014-2015, chiamata per ragioni di sponsorizzazione, Liga Endesa, sarà la 59ª edizione del massimo campionato spagnolo di pallacanestro maschile. La vittoria finale è andata al Real Madrid.

## Regolamento
Rispetto alla passata stagione, il retrocesso CB Valladolid è stato rimpiazzato dal neopromosso BC Andorra (formazione del Principato di Andorra). Il Bàsquet Manresa, altro club inizialmente retrocesso, è stato ripescato al posto del secondo neopromosso CB Tizona Burgos che non è stato ammesso al campionato per mancanza di requisiti economici.
Il 24 luglio 2014 il club basco Bilbao Basket, in gravi difficoltà economiche già dalla precedente stagione, è stato estromesso dalla Liga ACB per poi essere riammesso in data 8 agosto dopo sentenza del tribunale.
Le 18 squadre partecipanti disputano un girone unico all'italiana, con partite d'andata e ritorno. Al termine della stagione regolare, le prime otto classificate sono ammesse ai play-off per il titolo. Le ultime due classificate retrocedono direttamente in LEB Oro.
Al termine della stagione, La Bruixa d'Or Manresa viene ripescata in ACB dato che il Ford Burgos non riesce a soddisfare i requisiti minimi per l'iscrizione al campionato.

## Regular season
|  |     | Classifica stagione regolare 2014-2015 | PT | G  | V  | P  | PF   | PS   | Dif  |
|  | --- | -------------------------------------- | -- | -- | -- | -- | ---- | ---- | ---- |
|  | 1.  | Real Madrid                            | 54 | 34 | 27 | 7  | 2903 | 2640 | +263 |
|  | 2.  | Barcellona                             | 50 | 34 | 25 | 9  | 2806 | 2455 | +351 |
|  | 3.  | Unicaja Malaga                         | 50 | 34 | 25 | 9  | 2644 | 2490 | +154 |
|  | 4.  | Bilbao Basket                          | 40 | 34 | 20 | 14 | 2559 | 2514 | +45  |
|  | 5.  | Valencia Basket                        | 40 | 34 | 20 | 14 | 2817 | 2675 | +142 |
|  | 6.  | Laboral Kutxa Vitoria                  | 38 | 34 | 19 | 15 | 2834 | 2669 | +165 |
|  | 7.  | FIATC Joventut Badalona                | 38 | 34 | 19 | 15 | 2652 | 2624 | +28  |
|  | 8.  | Herbalife Gran Canaria Las Palmas      | 36 | 34 | 18 | 16 | 2638 | 2636 | +2   |
|  | 9.  | CAI Saragozza                          | 36 | 34 | 18 | 16 | 2512 | 2578 | -66  |
|  | 10. | UCAM Murcia                            | 34 | 34 | 17 | 17 | 2621 | 2660 | -39  |
|  | 11. | Iberostar Tenerife                     | 32 | 34 | 16 | 18 | 2651 | 2619 | +32  |
|  | 12. | Rio Natura Monbus Santiago de C.       | 30 | 34 | 15 | 19 | 2467 | 2535 | -68  |
|  | 13. | Tuenti Móvil Estudiantes Madrid        | 28 | 34 | 14 | 20 | 2509 | 2615 | -106 |
|  | 14. | MoraBanc Andorra                       | 24 | 34 | 12 | 22 | 2549 | 2615 | -66  |
|  | 15. | Cajasol Siviglia                       | 24 | 34 | 12 | 22 | 2462 | 2673 | -211 |
|  | 16. | La Bruixa d'Or Manresa                 | 22 | 34 | 11 | 23 | 2456 | 2672 | -216 |
|  | 17. | San Sebastián Gipuzkoa BC              | 20 | 34 | 10 | 24 | 2409 | 2648 | -239 |
|  | 18. | Montakit Fuenia                        | 16 | 34 | 8  | 26 | 2533 | 2718 | -185 |

## Playoff

### Tabellone
|  | Quarti di finale | Quarti di finale  | Quarti di finale |            |              | Semifinali  | Semifinali | Semifinali |  |  | Finali | Finali      | Finali |
|  |                  |                   |                  |            |              |             |            |            |  |  |        |             |        |
|  | 1.               | Real Madrid       | 2                |            |              |             |            |            |  |  |        |             |        |
|  | 8.               | Gran Canaria      | 0                |            |              |             |            |            |  |  |        |             |        |
|  | 8.               | Gran Canaria      | 0                |            | 1.           | Real Madrid | 3          |            |  |  |        |             |        |
|  |                  |                   |                  |            | 1.           | Real Madrid | 3          |            |  |  |        |             |        |
|  |                  | 4.                | Valencia         | 1          |              |             |            |            |  |  |        |             |        |
|  | 4.               | 4.                | Valencia         | 1          | Bilbao Berri | 1           |            |            |  |  |        |             |        |
|  | 4.               |                   |                  |            | Bilbao Berri | 1           |            |            |  |  |        |             |        |
|  | 5.               | Valencia          | 2                |            |              |             |            |            |  |  |        |             |        |
|  |                  |                   |                  |            |              |             |            |            |  |  | 1.     | Real Madrid | 3      |
|  |                  |                   | 3.               | Barcellona | 0            |             |            |            |  |  |        |             |        |
|  | 2.               | Barcellona        | 2                |            |              |             |            |            |  |  |        |             |        |
|  | 7.               | Joventut Badalona | 0                |            |              |             |            |            |  |  |        |             |        |
|  | 7.               | Joventut Badalona | 0                |            | 2.           | Barcellona  | 3          |            |  |  |        |             |        |
|  |                  |                   |                  |            | 2.           | Barcellona  | 3          |            |  |  |        |             |        |
|  |                  | 3.                | Málaga           | 2          |              |             |            |            |  |  |        |             |        |
|  | 3.               | 3.                | Málaga           | 2          | Málaga       | 2           |            |            |  |  |        |             |        |
|  | 3.               |                   |                  |            | Málaga       | 2           |            |            |  |  |        |             |        |
|  | 6.               | Saski Baskonia    | 1                |            |              |             |            |            |  |  |        |             |        |

### Quarti di finale
| Squadra 1      | Totale | Squadra 2                         | Gara 1 | Gara 2 | Gara 3 |
| -------------- | ------ | --------------------------------- | ------ | ------ | ------ |
| Real Madrid    | 2 - 0  | Herbalife Gran Canaria Las Palmas | 101-74 | 93-86  |        |
| Bilbao Basket  | 1 - 2  | Valencia Basket                   | 75-91  | 80-76  | 70-71  |
| Barcellona     | 2 - 0  | Joventut Badalona                 | 77-55  | 80-74  |        |
| Unicaja Malaga | 2 - 1  | Laboral Kutxa Vitoria             | 69-55  | 82-92  | 89-77  |

### Semifinali
| Squadra 1   | Totale | Squadra 2       | Gara 1 | Gara 2 | Gara 3  | Gara 4 | Gara 5 |
| ----------- | ------ | --------------- | ------ | ------ | ------- | ------ | ------ |
| Real Madrid | 3 - 1  | Valencia Basket | 81-71  | 89-93  | 103-100 | 90-84  |        |
| Barcellona  | 3 - 2  | Unicaja Malaga  | 91-70  | '91-70 | 84-89   | 66-77  | 77-74  |

### Finale
| Squadra 1   | Totale | Squadra 2  | Gara 1 | Gara 2 | Gara 3 | Gara 4 | Gara 5 |
| ----------- | ------ | ---------- | ------ | ------ | ------ | ------ | ------ |
| Real Madrid | 3 - 0  | Barcellona | 78-72  | 100-80 | 90-85  |        |        |

## Formazione vincitrice
| N° | Naz.                     | Ruolo | Sportivo           |      | Alt. |  |
| -- | ------------------------ | ----- | ------------------ | ---- | ---- |  |
| 4  | Guinea-Bissau (bandiera) | G     | K.C. Rivers        | 1987 | 195  |  |
| 5  | Spagna (bandiera)        | G     | Rudy Fernández     | 1985 | 199  |  |
| 6  | Argentina (bandiera)     | AP    | Andrés Nocioni     | 1979 | 203  |  |
| 7  | Argentina (bandiera)     | P     | Facundo Campazzo   | 1991 | 179  |  |
| 8  | Lituania (bandiera)      | GA    | Jonas Mačiulis     | 1985 | 198  |  |
| 9  | Spagna (bandiera)        | C     | Felipe Reyes       | 1980 | 206  |  |
| 13 | Spagna (bandiera)        | P     | Sergio Rodríguez   | 1986 | 192  |  |
| 14 | Messico (bandiera)       | C     | Gustavo Ayón       | 1985 | 208  |  |
| 20 | Azerbaigian (bandiera)   | G     | Jaycee Carroll     | 1983 | 188  |  |
| 23 | Spagna (bandiera)        | P     | Sergio Llull       | 1987 | 190  |  |
| 30 | Grecia (bandiera)        | C     | Iōannīs Mpourousīs | 1983 | 211  |  |
| 44 | Stati Uniti (bandiera)   | AC    | Marcus Slaughter   | 1985 | 204  |  |
| 50 | Tunisia (bandiera)       | C     | Salah Mejri        | 1986 | 217  |  |
|    | Spagna (bandiera)        | All.  | Pablo Laso         |      |      |  |

## Premi e riconoscimenti
- MVP regular season:  Felipe Reyes, Real Madrid
- MVP finali:  Sergio Llull, Real Madrid
- Miglior giovane:  Dani Díez, San Sebastián Gipuzkoa
- Miglior allenatore:  Pablo Laso, Real Madrid
- Quintetto ideale:
  -  Jayson Granger, Unicaja Málaga
  -  Sergio Llull, Real Madrid
  -  Pau Ribas, Valencia
  -  Felipe Reyes, Real Madrid
  -  Marko Todorović, Bilbao Basket